# Пулатов, Баходир Бахтиярович
Баходи́р Бахтия́рович Пула́тов (узб. Bahodir Baxtiyarovich Pulatov) — узбекский государственный деятель, хоким Сурхандарьинской области (12 июля 2018 года—3 апреля 2019 года).

## Биография
Работал прокурором Ферганской области. С марта 2016 года работал первым заместителем хокима Ферганской области по административным вопросам, координации деятельности правоохранительных органов, органов самоуправления и молодёжной политики. 23 января 2017 года приказом генерального прокурора Узбекистана назначен прокурором Кашкадарьинской области. 16 января 2016 года назначен прокурором Ташкентской области.
12 июля 2018 года президент Узбекистана Шавкат Мирзиёев назначил Баходира Пулатова хокимом Сурхандарьинской области. 2 апреля 2019 года освобождён от должности хокима области.